# 挪威市镇列表
挪威划分为15个郡，再下分为357个市鎮。首都奥斯陆在行政上既是一个郡，也是一个市镇。
市镇是挪威的基层政权，负责中小学（至10年级）教育、门诊医疗服务、老年人服务、失业保障及其他社会福利、国土规划、经济发展和市镇内的道路设施。执法及教会服务则在国家层面上提供。
市镇数量一直在通过合并而减少。1930年时挪威有747个市镇。2024年初市镇数量减至357个。市镇数量精简的动力受到诸多因素的影响。因为中央政府给市镇的拨款是根据需求来评估的，所以不会激励市镇去丧失本地自主权。国家的政策是要让市镇自愿去合并。

## 行政管理
每个市镇有其自己的政府领导：市长和市镇议会。市长是行政领导。市镇议会则是审议及立法机构，并是市镇的最高政府机构。市镇议会的议员每四年由选举产生。市镇议会之下有一个有5名成员的执行委员会。

## 市镇列表

### 奥斯陆郡
- 奥斯陆

### 罗加兰郡
- 埃伊格尔松
- 斯塔万格
- 海于格松
- 桑内斯
- 索肯達爾
- 倫
- 布耶爾克勒姆
- 霍
- 克萊普
- 蒂默
- 耶斯達爾
- 蘇拉
- 蘭達貝格
- 斯特蘭
- 耶尔默兰
- 敘爾達爾
- 賽達
- 克維特綏
- 博肯
- 蒂斯韋爾
- 卡默
- 特西拉
- 溫達菲尤爾

### 默勒-鲁姆斯达尔郡
- 克里斯蒂安松
- 莫尔德
- 奥勒松
- 瓦尼爾文
- 桑訥
- 海略
- 于爾斯泰因
- 哈雷德
- 厄什塔
- 斯特蘭達
- 敘許爾文
- 敘拉
- 伊斯克
- 韋斯特內斯
- 賴馬
- 艾克拉
- 阿沃略
- 耶姆內斯
- 廷沃爾
- 孙达尔
- 敘納達爾
- 斯默拉
- 艾勒
- 沃爾達
- 菲尤尔
- 许斯塔维卡

### 诺尔兰郡
- 賓達爾
- 瑟姆納
- 韋加
- 韋韋爾斯塔
- 海略
- 阿爾斯塔海于格
- 雷爾菲尤爾
- 韋夫斯恩
- 格拉讷
- 哈特菲耶爾達爾
- 登納
- 內斯納
- 海姆內斯
- 拉納
- 呂略
- 特賴納
- 勒德
- 梅勒
- 伊勒斯科爾
- 贝亚恩
- 薩爾特達爾
- 弗斯克
- 瑟福爾
- 斯泰根
- 勒丁恩
- 埃沃内斯
- 勒斯特
- 韦略
- 弗拉克斯塔
- 韋斯特沃格
- 沃甘
- 哈德瑟爾
- 伯
- 厄克斯內斯
- 苏特兰
- 安德
- 莫斯克內斯
- 哈馬略

### 东福尔郡
- 哈尔登
- 莫斯
- 萨尔普斯堡
- 腓特烈斯塔
- 瓦勒爾
- 羅德
- 沃勒
- 希普特沃特
- 内东福尔
- 拉克斯塔
- 馬克爾
- 阿勒馬克

### 阿克什胡斯郡
- 拜魯姆
- 阿斯克爾
- 利勒斯特倫
- 北福洛
- 于倫薩克爾
- 內索登
- 弗龍
- 韋斯特比
- 奧斯
- 埃內巴克
- 勒倫斯科格
- 雷靈恩
- 艾于什庫格-赫蘭
- 內斯
- 耶爾呂姆
- 尼特達爾
- 倫內爾
- 耶夫納克爾
- 楠內斯塔
- 埃兹沃尔
- 許達爾

### 布斯克吕郡
- 德拉门
- 弗萊斯貝格
- 弗洛
- 古爾
- 海姆瑟達爾
- 霍爾
- 霍勒
- 孔斯贝格
- 克勒德斯赫拉
- 利耶爾
- 莫迪姆
- 内斯比恩
- 諾勒-于夫達爾
- 靈厄里克
- 羅拉格
- 錫格達爾
- 奧爾
- 上埃伊克爾

### 内陆郡
- 阿爾夫達爾
- 多夫勒
- 埃茲庫格
- 埃尔沃吕姆
- 恩厄達爾
- 埃特訥達爾
- 福爾達爾
- 蓋于斯達爾
- 约维克
- 格兰
- 格呂厄
- 哈马尔
- 孔斯温厄尔
- 萊沙
- 利勒哈默尔
- 洛姆
- 勒滕
- 北艾于達爾
- 北弗龍
- 北奧達爾
- 北蘭
- 烏斯
- 倫達倫
- 靈厄比
- 靈薩克
- 塞爾
- 肖克
- 斯唐厄
- 大埃爾夫達爾
- 南蘭
- 南艾于達爾
- 南弗龍
- 南奧達爾
- 托爾加
- 特呂西爾
- 廷瑟
- 旺
- 西斯利德勒
- 西图滕
- 沃戈
- 沃勒
- 东图滕
- 奧于厄爾
- 東斯利德勒
- 奧莫特
- 奧斯內斯

### 西福尔郡
- 费德尔
- 霍爾默斯特蘭
- 霍滕
- 拉尔维克
- 桑讷菲尤尔
- 滕斯贝格

### 泰勒马克郡
- 班布勒
- 德朗厄達爾
- 菲勒斯達爾
- 亞爾特達爾
- 克拉格勒
- 克維特塞德
- 中泰勒马克
- 尼瑟達爾
- 諾默
- 諾托登
- 波什格倫
- 賽爾尤爾
- 錫利揚
- 希恩
- 蒂恩
- 托克
- 維尼耶

### 阿格德尔郡
- 里瑟爾
- 格里姆斯塔
- 阿伦达尔
- 克里斯蒂安桑
- 里訥斯訥斯
- 法爾松
- 弗萊克菲尤爾
- 耶爾斯塔
- 韋戈爾什黑
- 特韋德斯特蘭
- 弗羅蘭
- 利勒桑
- 比爾克內斯
- 奧姆利
- 伊韋蘭
- 埃維耶-霍爾恩內斯
- 比格蘭
- 瓦勒
- 比克勒
- 文訥斯拉
- 奧瑟拉爾
- 靈達爾
- 海格博斯塔
- 克維內斯達爾
- 錫爾達爾

### 韦斯特兰郡
- 卑爾根
- 欣
- 埃特訥
- 斯韋奧
- 伯姆盧
- 斯圖爾
- 菲恰爾
- 蒂斯內斯
- 克溫赫拉
- 于倫斯旺
- 埃德菲尤爾
- 于爾維克
- 沃斯
- 克瓦姆
- 薩姆南厄爾
- 比约纳菲尤伦
- 艾于斯特沃爾
- 厄于加倫
- 阿斯克于
- 瓦克斯達爾
- 莫達倫
- 乌斯特略
- 阿尔韦尔
- 艾于斯特爾海姆
- 菲迪厄
- 馬斯菲尤恩
- 居倫
- 索倫
- 許勒斯塔
- 赫揚厄爾
- 維克
- 松達爾
- 艾于蘭
- 萊達爾
- 奧達爾
- 呂斯特
- 阿斯克沃爾
- 弗亞勒
- 南菲尤尔
- 布雷芒厄
- 斯塔
- 格洛彭
- 斯特林

### 特伦德拉格郡
- 特隆赫姆
- 斯泰恩谢尔
- 納姆索斯
- 弗略阿
- 烏森
- 奧普達爾
- 倫內比
- 勒羅斯
- 霍爾托倫
- 中蓋于爾達爾
- 梅尔许斯
- 斯凱于恩
- 馬爾維克
- 塞爾布
- 蒂達爾
- 梅羅克
- 斯彻达尔
- 弗羅斯塔
- 莱旺厄尔
- 韋爾達爾
- 斯諾薩
- 利耶內
- 略爾維克
- 納姆斯庫甘
- 格龙
- 惠蘭訥
- 奧沃爾哈拉
- 弗拉唐厄爾
- 萊卡
- 因德勒于
- 内福森
- 海姆
- 歐蘭
- 奥菲尤尔
- 奥克兰
- 奈略松
- 林達爾

### 特罗姆斯郡
- 巴爾斯菲尤爾
- 巴爾迪
- 迪略
- 格拉唐恩
- 哈尔斯塔
- 伊伯斯塔
- 卡爾綏
- 克韋菲尤爾
- 克韋南恩
- 科菲尤爾
- 拉旺恩
- 靈恩
- 莫爾塞爾夫
- 北雷薩
- 塞尼亚
- 謝爾沃于
- 斯托爾菲尤爾
- 南雷薩
- 切爾松
- 特罗姆瑟

### 芬马克郡
- 贝勒沃格
- 博茨菲尤爾
- 加姆维克
- 哈斯維克
- 卡拉紹克
- 萊伯斯比
- 洛帕
- 內瑟比
- 北角
- 波尚厄尔
- 南瓦朗厄尔
- 塔納
- 瓦德瑟
- 瓦爾德